# Bismarcksäule (Itzehoe)
Die Bismarcksäule von Itzehoe (auch unter dem Namen Bismarckturm bekannt) steht im Kreis Steinburg in Schleswig-Holstein. Sie ist eines der zu Ehren von Otto von Bismarck errichteten Denkmäler und einer der acht Bismarcktürme in Schleswig-Holstein.
Die Bismarcksäule ist eines der Wahrzeichen Itzehoes und steht seit 1999 als Kulturdenkmal unter Denkmalschutz. Als Aussichtsturm mit einer Höhe von 18 Metern erhebt sie sich im Lübschen Gehölz (Stadtforst) auf einem bronzezeitlichen Hügelgrab, das auf der Kuppe einer eiszeitlichen Endmoräne (76 m über NN) liegt.

## Geschichte

### Planungs- und Bauzeit
Nach dem Tod Bismarcks im Jahr 1898 gab es im Deutschen Kaiserreich eine breite Bewegung, die Denkmäler für den ehemaligen Reichskanzler errichten ließ. Auch in Itzehoe regte eine Gruppe von Bismarck-Anhängern im Jahr 1899 an, in der Stadt einen Bismarckturm zu bauen.
Nachdem am 28. Mai 1900 ein Ausschuss zur Errichtung einer Bismarcksäule einberufen wurde, kam es eigens zu diesem Zweck unter dem preußischen Landrat Hermann Jungé zur Gründung des Vereins Bismarcksäule Itzehoe e. V. Die Grundsteinlegung der Itzehoer Säule erfolgte darauf im Jahr 1901 an Bismarcks Geburtstag, dem 1. April, und als dem Verein durch den Stadtrat am 15. Juli 1903 das Bebauungsrecht einer 51 Ar und 16 m² großen Fläche im Lübschen Gehölz erteilt wurde, erfolgte noch im selben Jahr der Baubeginn. Der Verein entschied sich dabei für den 1899 aus einem Wettbewerb der Deutschen Studentenschaft hervorgegangenen Typenentwurf Götterdämmerung des Architekten Wilhelm Kreis. Nach einer Idee der Deutschen Studentenschaft sollte in ganz Deutschland ein Netzwerk von sogenannten Feuersäulen errichtet werden, um auf diesen an bestimmten Tagen zu Ehren Bismarcks Feuer zu entzünden. Bis 1911 entstanden im Kaiserreich insgesamt 47 Bismarcksäulen nach Kreis’ Typenentwurf.
Nachdem im Jahr 1905 die finanziellen Mittel des Vereins erschöpft waren (die Gesamtkosten betrugen 35.000 Mark), beschloss der Kreistag des Kreises Steinburg auf seiner Sitzung am 28. März 1905, die Rechte vom Verein zu erwerben und den Bau zu Ende zu führen. Die Einweihungsfeierlichkeiten fanden schließlich am 18. Oktober 1905 unter der Teilnahme der Honoratioren der gesamten Region statt. Die Festreden hielten Graf von Reventlow und der Landrat Reinhard Pahlke. In der Feuerschale auf dem Turmkopf wurde an diesem Tag erstmals Feuer entzündet.

### Nutzung
Nach ihrer Fertigstellung wurde zunächst der Kreis Steinburg Eigentümer der Bismarcksäule, und die Stadt bewarb sie bis mindestens 1926 als bedeutendes Ausflugsziel der Region. In diesem Rahmen wurde sie als Aussichtsturm mit einer Fernsicht bis zum Schiffsverkehr auf Elbe und Stör empfohlen.
Im Zweiten Weltkrieg wurde die Bismarcksäule von der Wehrmacht als Beobachtungsturm genutzt. Nach dem Krieg wurde schließlich die nicht mehr genutzte Feuerschale entfernt.
1958 ging das Eigentum an der Säule vom Kreis auf die Stadt Itzehoe über. Sie setzte einen Turmwächter ein, der einen Kiosk betrieb und die Öffnung der Säule für Besucher bis ca. 1970 vornahm. Nachdem die Buchenbestände rund um den Turm im Laufe der Zeit jedoch die Fernsicht beeinträchtigten und deshalb das Interesse an der Aussicht abflaute, vernachlässigte die Stadt Wartung und Pflege des Bauwerks. Im Inneren geriet die Säule in einen stark sanierungsbedürftigen Zustand. Mitte der 1980er Jahre wurde schließlich der Eingang des Bismarckturms wegen des baufälligen Zustands zugemauert.
Im Jahr 1999 wurde die Säule wegen ihres geschichtlichen und künstlerischen Werts vom Landesamt für Denkmalpflege Schleswig-Holstein auf die Liste der Kulturdenkmale in Itzehoe gesetzt.
Eigentümerin ist zwar weiterhin die Stadt, jedoch wird der Turm heute ehrenamtlich durch den 2004 neu gegründeten Verein Bismarcksäule Itzehoe e. V. - Verein zur Erhaltung und Wahrung der Bismarcksäule betreut. Dieser verkaufte symbolisch die 100 Stufen des Treppenaufgangs zu der Aussichtsplattform der Bismarcksäule für eine Spende von jeweils 250 Euro und konnte so den Turm umfangreich sanieren, sodass dieser nunmehr  wieder für die interessierte Öffentlichkeit zugänglich ist.
Heute kann der Turm von April bis Oktober wieder jeden Sonntagnachmittag bestiegen werden. Der Zutritt ist kostenfrei. Weiters besteht die Möglichkeit, den Turm auch an anderen Tagen, z. B. im Rahmen von Schulbesuchen, öffnen zu lassen.

## Architektur
Die Bismarcksäule von Itzehoe wurde auf einem quadratischen Grundriss auf einem alten Hünengrab errichtet. Die Grundfläche des Bauwerks beträgt 8,5 m × 8,5 m. Der Turm selbst ist ebenfalls quadratisch angelegt, allerdings wird die wuchtige Wirkung durch Dreiviertelsäulen an den Ecken des Turmkörpers abgemildert. Als Baumaterial wurden vorwiegend grob behauene schwarze und graue Granitblöcke aus Schweden verwendet.

### Podest und Sockelgeschoss
Die Säule ist in vier Teile gegliedert, den untersten Teil bildete ein zweistufiges, quadratisches Podest. Eine axiale Granitfreitreppe vom Hügelfuß führt mit 16 Stufen zur im Süden gelegenen Eingangstür (1,90 m × 1,20 m) auf dem Podest. Über dem Eingang befindet sich auf dem Türsturz die Inschrift BISMARCK.

### Turmkörper und Obergeschoss
Über dem Sockelgeschoss erhebt sich der eigentliche Turmkörper. Er ist gegenüber dem Sockelgeschoss etwas zurückgesetzt und an den Ecken durch Dreiviertelsäulen abgerundet. Oberhalb des Turmkörpers folgt das Obergeschoss, das aus einem Architrav und einem Oberbau besteht. Der Turm hat insgesamt eine Höhe von 18 Metern.

### Treppenanlage und Befeuerung
Im Innern des Turms befindet sich eine Treppe, über die eine Aussichtsplattform erreichbar ist, die den Ausblick auf die Umgebung gewährt. Ursprünglich befand sich dort auch eine gusseiserne Feuerschale (3 m × 0,45 m). In dieser Feuerschale wurde ein Gemisch aus Buchenholz, Petroleum, Benzin und Kieselgur verbrannt. Die Flammen erreichten eine Höhe von 3 bis 5 m.

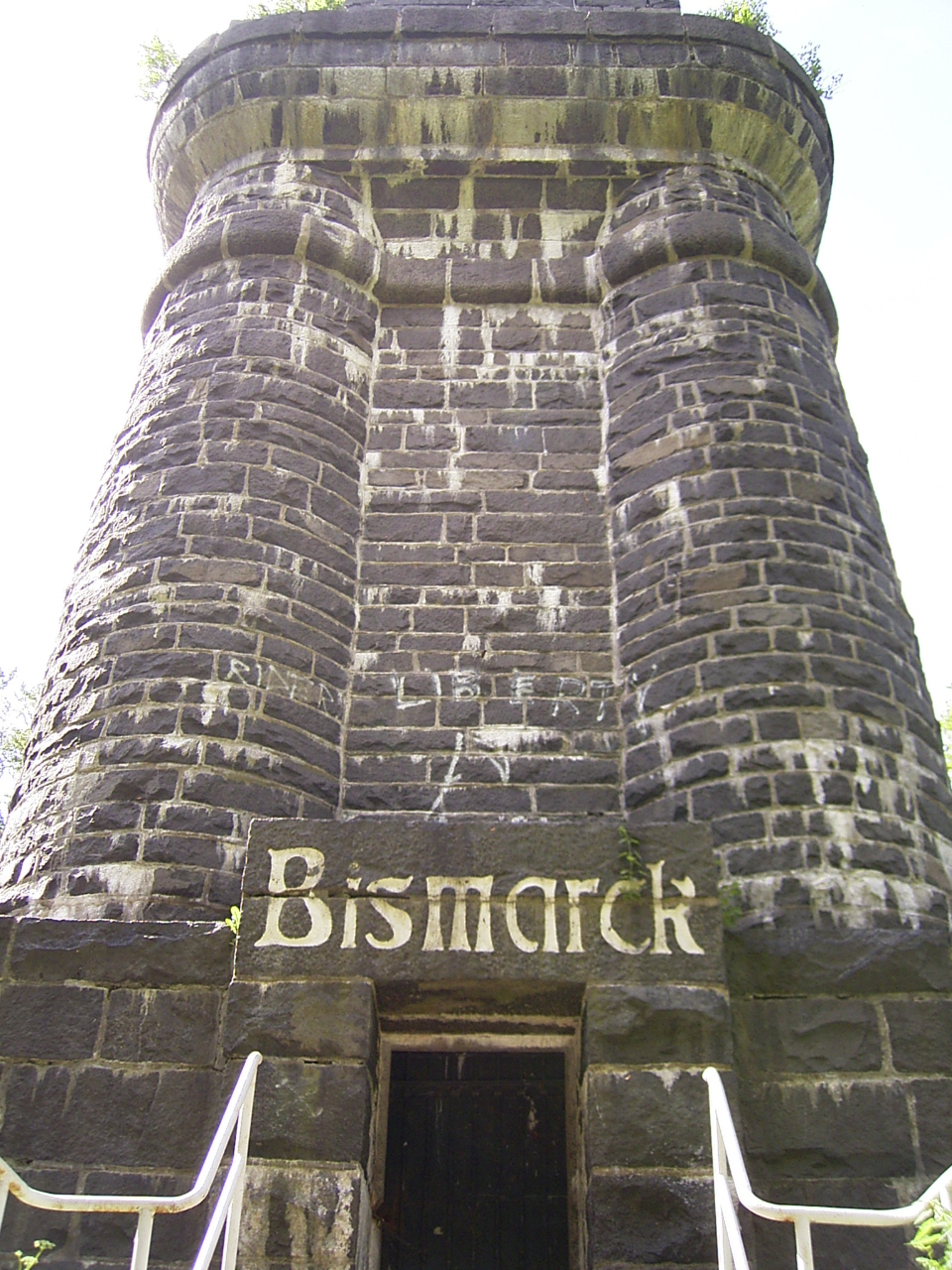
Eingang
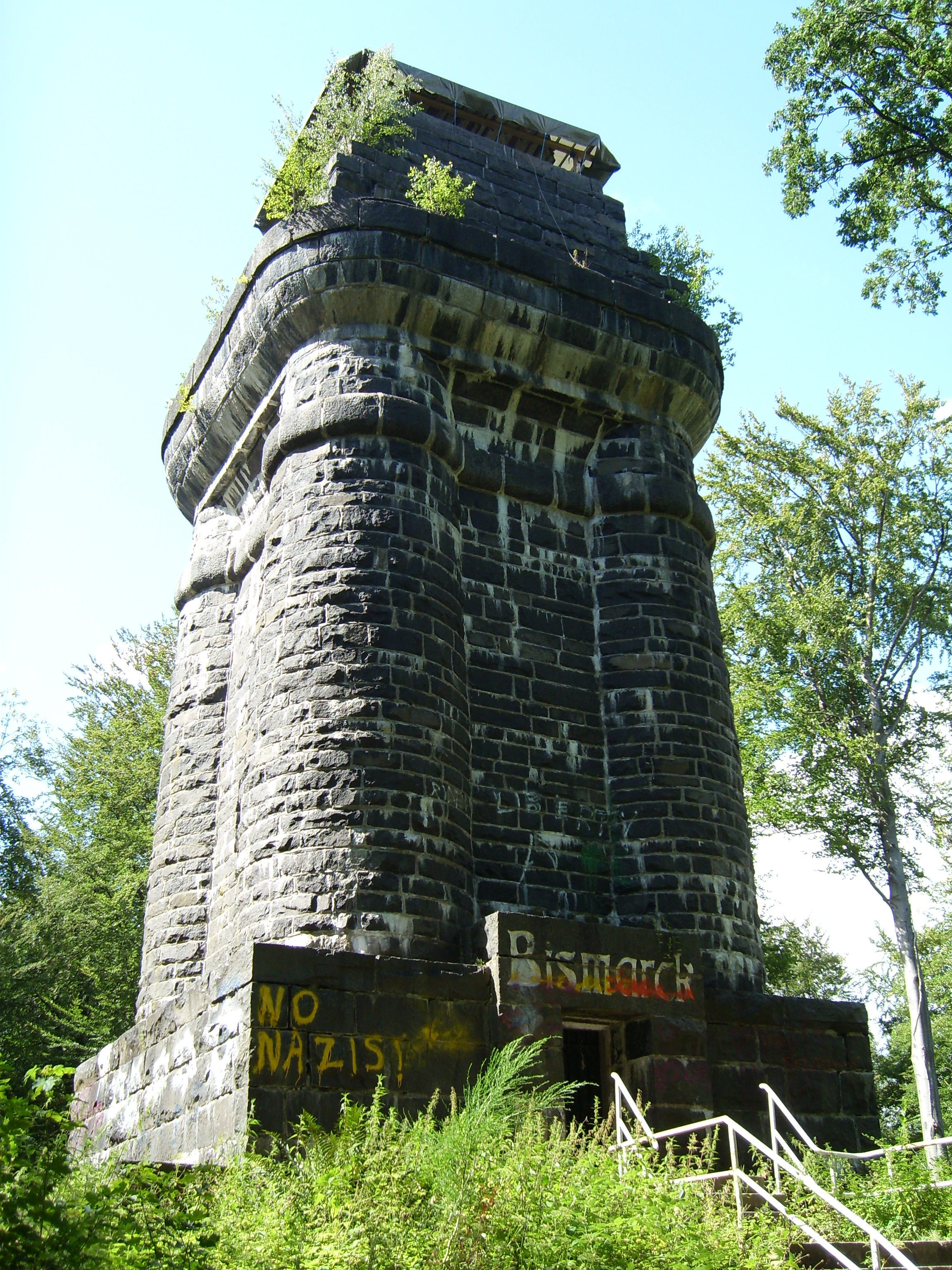
Vor der Restaurierung
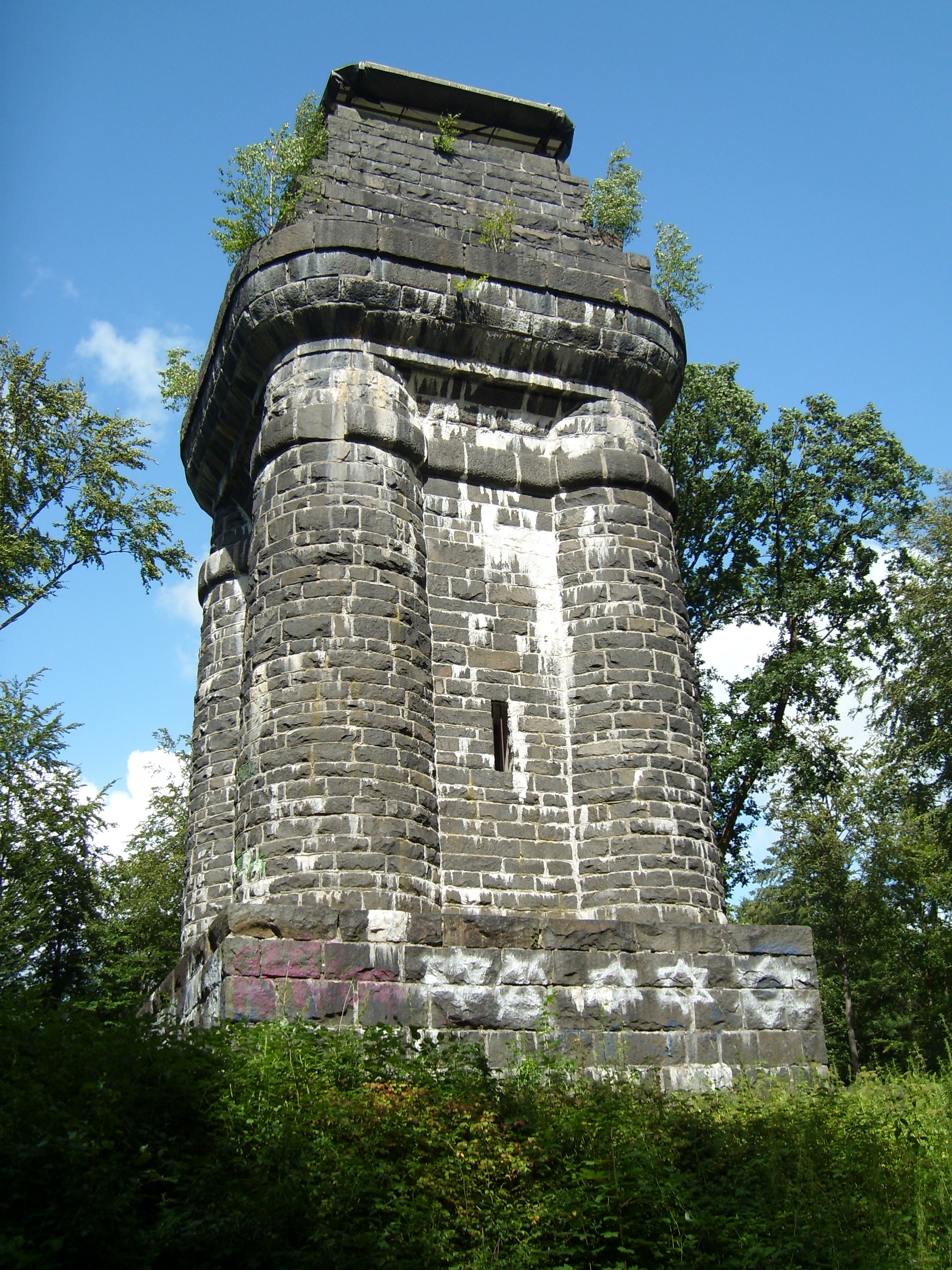
Seitenansicht
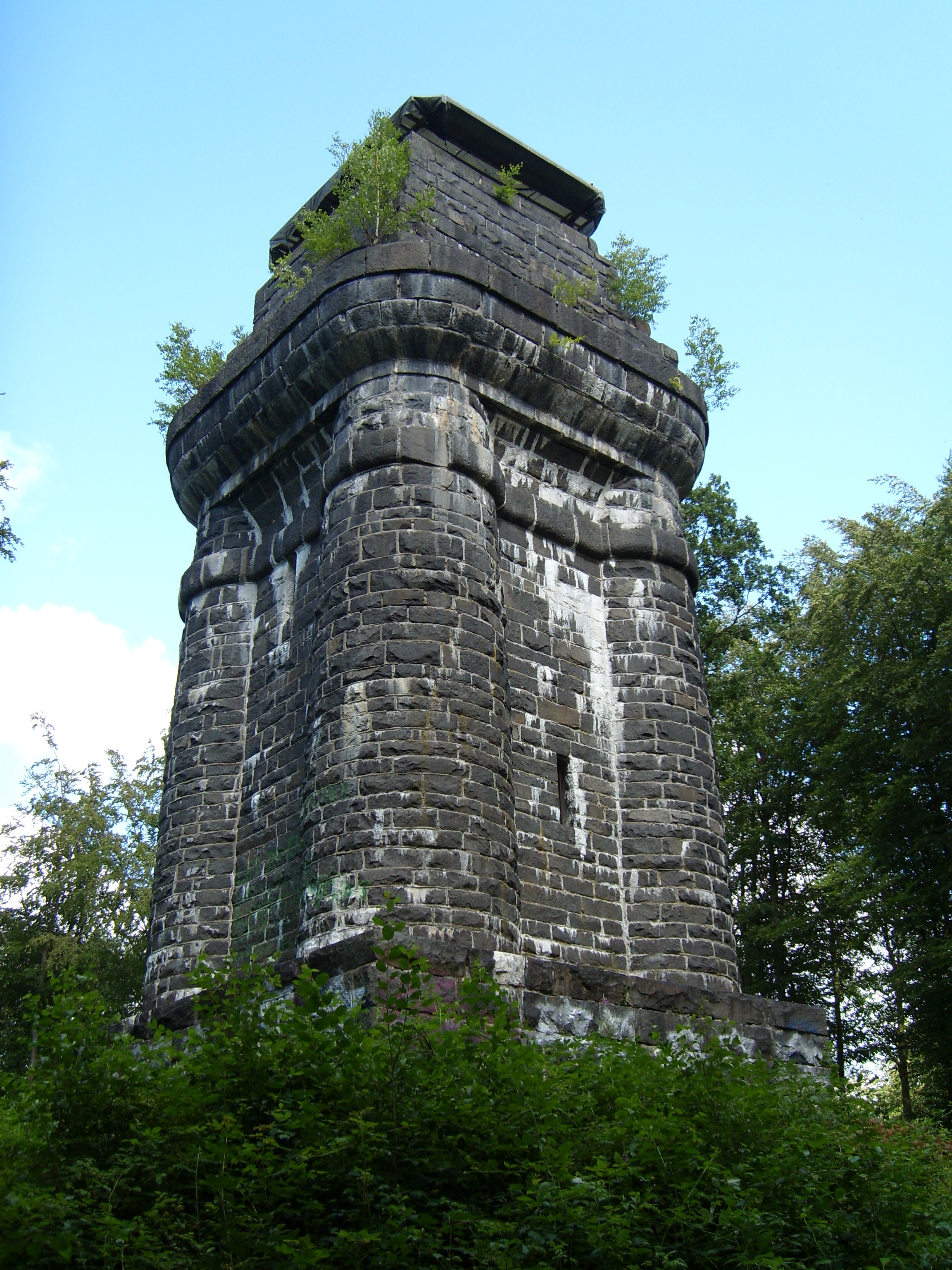
Seitenansicht